# Acuerdo de Plaza
El Acuerdo de Plaza fue un acuerdo conjunto firmado el 22 de septiembre de 1985 en el Hotel Plaza de Nueva York entre Francia, Alemania Occidental, Japón, el Reino Unido y Estados Unidos para depreciar el dólar estadounidense frente al franco francés, el marco alemán, el yen japonés y la libra esterlina británica mediante la intervención en los mercados de divisas. El dólar estadounidense se depreció significativamente desde la firma del acuerdo hasta su sustitución por el Acuerdo del Louvre en 1987. Algunos analistas creen que el Acuerdo del Plaza contribuyó a la burbuja financiera e inmobiliaria en Japón de finales de la década de 1980.